# Les Représentants des puissances étrangères venant saluer la République en signe de paix
Les Représentants des puissances étrangères venant saluer la République en signe de paix est un tableau réalisé par le peintre français Henri Rousseau en 1907. Cette huile sur toile est un portrait de groupe représentant dans un style naïf des dignitaires de différents pays réunis sous les auspices de Marianne sur une estrade pavoisée donnant sur une place parisienne où une ronde s'est formée. Comprenant notamment Armand Fallières, Guillaume II et Victor-Emmanuel III, tous les personnages tiennent un rameau d'olivier, un symbole du pacifisme qui inspire l'œuvre, laquelle a pour titre alternatif Union des peuples, des mots que l'on peut deviner sur le bouclier qui sert d'attribut à l'allégorie de la République française, avec un lion a ses pieds. Exposée au Salon des indépendants en 1907, cette peinture alors moquée a été acquise par Pablo Picasso après la mort de son auteur. Elle est aujourd'hui conservée au musée Picasso, à Paris.